# Aleksandar Okolić
Aleksandar Okolić (* 26. Juni 1993 in Doboj, Republika Srpska) ist ein serbischer Volleyballnationalspieler.

## Karriere
Okolić begann seine Karriere in Modriča. 2008 wechselte er zu OK Roter Stern Belgrad. Mit dem Verein gewann der Mittelblocker in den folgenden Jahren mehrere Titel in Meisterschaft und Pokal. 2011 wurde er mit den serbischen Junioren Welt- und Europameister. Im Mai 2014 gab er sein Debüt in der A-Nationalmannschaft. 2016 gewann er mit Serbien die Weltliga. Anschließend wurde Okolić vom deutschen Meister Berlin Recycling Volleys verpflichtet. Mit dem Verein erreichte er in der Saison 2016/17 das DVV-Pokalfinale und wurde deutscher Meister. In der folgenden Saison kam Berlin ins Viertelfinale des DVV-Pokals und schaffte die Titelverteidigung in der Bundesliga. Danach wechselte Okolić zum griechischen Verein PAOK Thessaloniki.